# سكوت برادلي (لاعب كرة قاعدة)
سكوت برادلي (بالإنجليزية: Scott Bradley)‏ هو لاعب كرة قاعدة أمريكي، ولد في 22 مارس 1960 في جلان ريدج في الولايات المتحدة.

## وصلات خارجية
- سكوت برادلي على موقعبيزبول رفرنس.كوم (الدوري الرئيسي) (الإنجليزية)